# Lijst van rijksmonumenten in IJzendijke
De plaats IJzendijke telt 20 inschrijvingen in het rijksmonumentenregister. Hieronder een overzicht.
| Object | Oorspronkelijke functie?  | Bouwjaar                      | Architect | Locatie             | Coördinaten?                  | Nr.?   | Afbeelding |
| --- | ------------------------- | ----------------------------- | --------- | ------------------- | ----------------------------- | ------ | --- |
| De Witte Juffer | Industrie- en poldermolen | 1841                          |           | Biestraat 18        | 51° 19' 14" NB, 3° 36' 55" OL | 31531  | Meer afbeeldingen |
| Mauritskerk | Kerk en kerkonderdeel     | 1612-1614                     |           | Kerkstraat 2        | 51° 19' 19" NB, 3° 36' 54" OL | 31532  | Meer afbeeldingen |
| Pand onder schilddak | Woonhuis                  |                               |           | Kerkstraat 6        | 51° 19' 18" NB, 3° 36' 56" OL | 31533  | Meer afbeeldingen |
| Fors, onderkelderd dwarspand met rechte gevel | Woonhuis                  |                               |           | Landpoortstraat 1   | 51° 19' 18" NB, 3° 36' 58" OL | 31534  | Meer afbeeldingen |
| Pand met gepleisterde rechte gevel, lijst met gestucte consoles, voordeuromlijsting, vensters met stuc-omlijsting, mansarde kap                              | Woonhuis                  | ca. 1860-1870                 |           | Landpoortstraat 3   | 51° 19' 18" NB, 3° 36' 58" OL | 31535  | Meer afbeeldingen |
| Pand met rechte gevel, opgetrokken in twee kleuren baksteen                                                                                                  | Woonhuis                  |                               |           | Landpoortstraat 4   | 51° 19' 18" NB, 3° 36' 57" OL | 31536  | Meer afbeeldingen |
| Gerestaureerd pand met bakstenen topgevel | Woonhuis                  | 1625                          |           | Landpoortstraat 12  | 51° 19' 18" NB, 3° 36' 55" OL | 31537  | Meer afbeeldingen |
| Dwarspand met rechte geverfde gevel aan de markt | Woonhuis                  |                               |           | Markt 3             | 51° 19' 20" NB, 3° 36' 57" OL | 31538  | Meer afbeeldingen |
| Fors breed pand met rechte gevel | Woonhuis                  | wellicht 17e eeuw (oorsprong) |           | Markt 4             | 51° 19' 20" NB, 3° 36' 57" OL | 31539  | Meer afbeeldingen |
| Pand op de hoek van de landpoortstraat heeft aan de marktzijde fraaie trapgevel                                                                              | Woonhuis                  |                               |           | Markt 8             | 51° 19' 18" NB, 3° 36' 58" OL | 31540  | Meer afbeeldingen |
| Pand met rechte gevel | Woonhuis                  |                               |           | Markt 21            | 51° 19' 20" NB, 3° 37' 0" OL  | 31541  | Meer afbeeldingen |
| Dubbel pand met gepleisterde gevels aan de markt, links tuitgevel, rechts een rechte gevel                                                                   | Woonhuis                  |                               |           | Markt 23            | 51° 19' 21" NB, 3° 36' 60" OL | 31542  | Meer afbeeldingen |
| Fors dwarspand | Woonhuis                  |                               |           | Markt 26            | 51° 19' 21" NB, 3° 36' 58" OL | 31543  | Meer afbeeldingen |
| Diepdoorlopend hoekpand Minrepoortstraat | Woonhuis                  |                               |           | Markt 27            | 51° 19' 21" NB, 3° 36' 57" OL | 31544  | Meer afbeeldingen |
| Fors dwarspand met gepleisterde neo rococo gevel | Woonhuis                  | ca. 1870                      |           | Minnepoortstraat 6  | 51° 19' 22" NB, 3° 36' 57" OL | 31545  | Meer afbeeldingen |
| Verdedigingswerken | Open verdedigingswerk     |                               |           | Verdedigingswerken  | 51° 19' 21" NB, 3° 36' 44" OL | 31546  | Verdedigingswerken |
| Herenhuis, gebouwd in eclectische stijl met natuurstenen stoep, stoeppalen en ten zuiden aan de voorgevel een ijzeren hekwerk tussen rode bakstenen kolommen | Woonhuis                  | 1912                          |           | Koninginnestraat 18 | 51° 19' 16" NB, 3° 37' 0" OL  | 509230 | Herenhuis, gebouwd in eclectische stijl met natuurstenen stoep, stoeppalen en ten zuiden aan de voorgevel een ijzeren hekwerk tussen rode bakstenen kolommen |
| Herenhuis, gebouwd in eclectische stijl voor de herenboer sturm door architect sturm uit roosendaal                                                          | Woonhuis                  | 1909                          | Sturm     | Koninginnestraat 26 | 51° 19' 14" NB, 3° 37' 1" OL  | 509231 | Meer afbeeldingen |
| Vrijstaande villa | Woonhuis                  | 1871                          |           | Koninginnestraat 53 | 51° 19' 9" NB, 3° 37' 10" OL  | 509232 | Vrijstaande villa |
| Bakstenen muur van wisselende hoogte om kerkhof | Erfscheiding              |                               |           | Kerkstraat bij 2    | 51° 19' 19" NB, 3° 36' 53" OL | 520310 | Bakstenen muur van wisselende hoogte om kerkhof |